# Ellasjøen
Ellasjøen is een meer op Bereneiland in Spitsbergen. Het heeft een oppervlakte van 0,7 km². Het meer heeft een hoog gehalte aan pcb's.